# Војислав Антонијевић
Војислав Антонијевић (13. март 1874 – 7. август 1946) био је српски и југословенски дипломата и новинар.

## Биографија
Школовао се у Крагујевцу, матурирао у Београду где је дипломирао на Филозофском факултету. Крајем 1899. постао је званичник МИД−а.
Припадао је првој генерацији професионалних новинара и сарађивао је у Српским новинама. Извесно време је био заменик шефа пресбироа МИД-а. Радио је у дипломатским представништвима Краљевине Србије у Лондону, Бечу, Риму и Мадриду. Учествовао је у склапању југословенско-италијанског уговора о пријатељству од 27. јануара 1924.
На дужности посланика у САД налазио се од априла 1927, али се у Вашингтону задржао свега годину дана. Тридесетих година радио је у Београду као начелник одељења у Министарству иностраних послова и опуномоћени министар.